# Simopelta paeminosa
Simopelta paeminosa is een mierensoort uit de onderfamilie van de Ponerinae. De wetenschappelijke naam van de soort is voor het eerst geldig gepubliceerd in 1971 door Snelling, R.R..